# Technická univerzita v Drážďanech
Technická univerzita v Drážďanech (německy Technische Universität Dresden; zkráceně TUD) je se svými přibližně 32 000 studenty (z 170 000 v Sasku), 600 profesory a asi 8300 zaměstnanci ze 70 zemí největší univerzitou Svobodného státu Sasko. Nachází se na třech místech v Drážďanech, několik pracovišť je v okolí města. Společně s osmi dalšími univerzitami s technickými studijními programy založila v roce 2006 sdružení TU9 a je zde jediným členem z nových spolkových zemí. Se 124 studijními programy (stav k únoru 2020) má jedno z nejširších oborových spekter v Německu a počítá se proto k tzv. úplným univerzitám. V zimním semestru 2019/2020 se do prvního semestru zapsalo 800 studentů.
V rámci „Spolkové a zemské iniciativy na podpory vědy a výzkumu na německých univerzitách“ byly na TUD od roku 2015 financovány dvě výzkumná pracoviště a jeden postgraduální výzkumný program. Kromě toho získala TUD finanční prostředky na svůj rozvojový koncept „Synergetická univerzita“ z programu určeného pro restrukturalizaci vysokých škol. To z ní v Německu učinilo jednu z jedenácti takzvaných elitních či excelentních univerzit. V rámci vzdělávací strategie spolkových a zemských vlád, jejíž podpůrčí fáze začala na podzim roku 2019, byla podpořena tři výzkumná pracoviště, a TUD se tak jakožto jedna z excelentních univerzit prosadila rovněž v linii financování.

## Historie

### Technický vzdělávací institut (1828–1871)

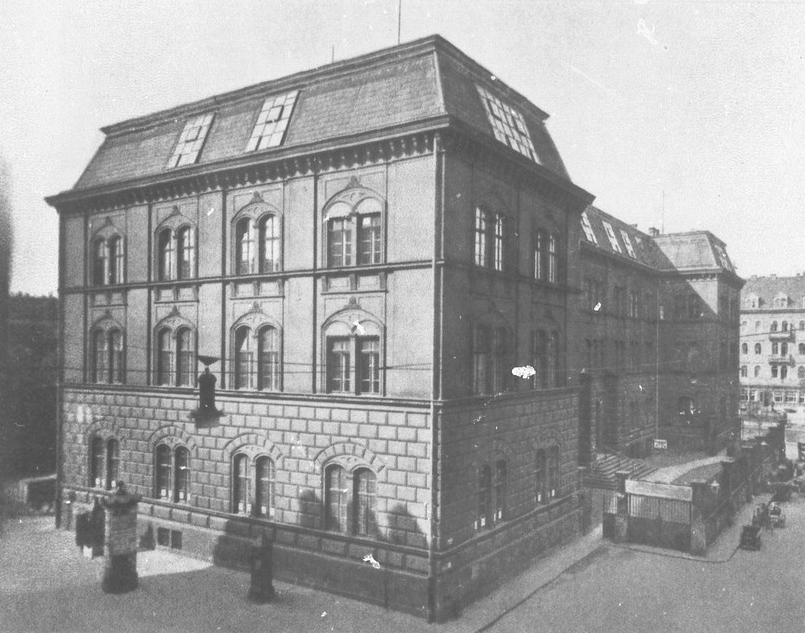
Technický vzdělávací institut na náměstí Antonsplatz v roce 1900

Dne 1. května 1828 byl v Drážďanech založen Technický vzdělávací institut, aby pro potřeby rostoucí industrializace vzdělával odborníky v oblastech, jako je mechanika, strojírenství a stavba lodí. Zakládajícím ředitelem byl Wilhelm Gotthelf Lohrmann, jenž pro novou instituci postavil pavilon na Brühlské terase. Budova měla posluchačský sál a dvě kreslírny. V prvním roce existence se na ni zapsalo 161 studentů. Jednou z nejdůležitějších postav byl v prvních letech Johann Andreas Schubert, jenž byl původně účetním a učitelem matematiky. Na vzdělávacím institutu se vyprofiloval jako odborník na strojírenství. Postavil mimo jiné parní lodě, např. parník Saxonia a most přes údolí Göltzschtal. Kromě toho působil jako podnikatel, na institutu byl ředitelem v letech 1849/50 a od roku 1851 vedl oddělení stavebního inženýrství. Již v roce 1833 se institut přestěhoval do větších prostor v bývalé zbrojnici u náměstí Jüdenhof, než roku 1846 získal budovu na náměstí Antonssplatz. Po své první reformě se institut stal Královskou saskou polytechnickou školou a byl tak postaven na stejnou úroveň jako prestižní Královská saská báňská akademie ve Freibergu. Za vedení ředitele Julia Ambrosia Hülße (1850–1873) se razila zásada, že „rozhodující kvalitativní změna ve vzdělávání souvisí s postupem od praxe k teorii.“
V roce 1815 byla v Drážďanech založena Chirurgicko-medicínská akademie, jak tuto instituci pojmenoval její zakládající člen Carl Gustav Carus. Z této lékařské akademie vznikla v roce 1993 Medicínská akademie v Drážďanech, což je lékařská fakulta dnešní TUD. Roku 1816 byla Lesnická škola, kterou v roce 1811 v Tharandtu založil Heinrich Cotta, přejmenována na Královskou saskou lesnickou akademii. Tato škola byla roku 1929 integrována do pozdější TUD a v současné době je součástí Fakulty environmentálních věd.

### Technická vysoká škola (1871–1961)

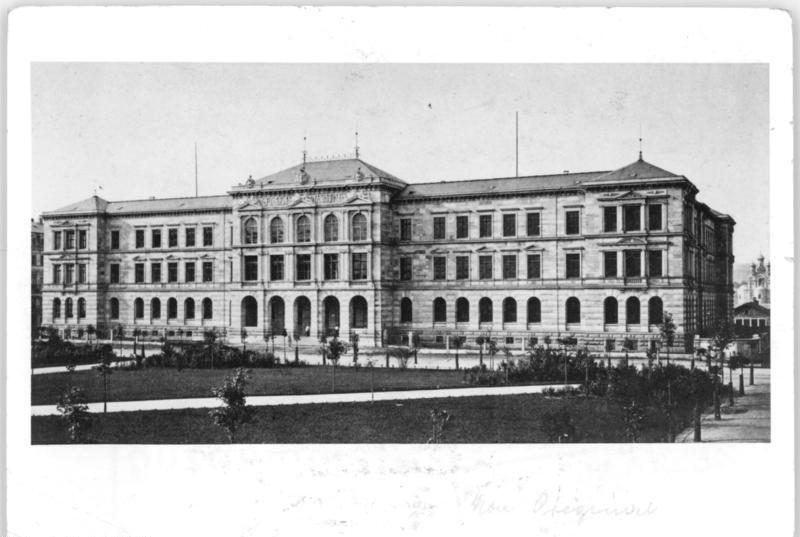
Někdejší budova Technické vysoké školy na náměstí Bismarckplatz

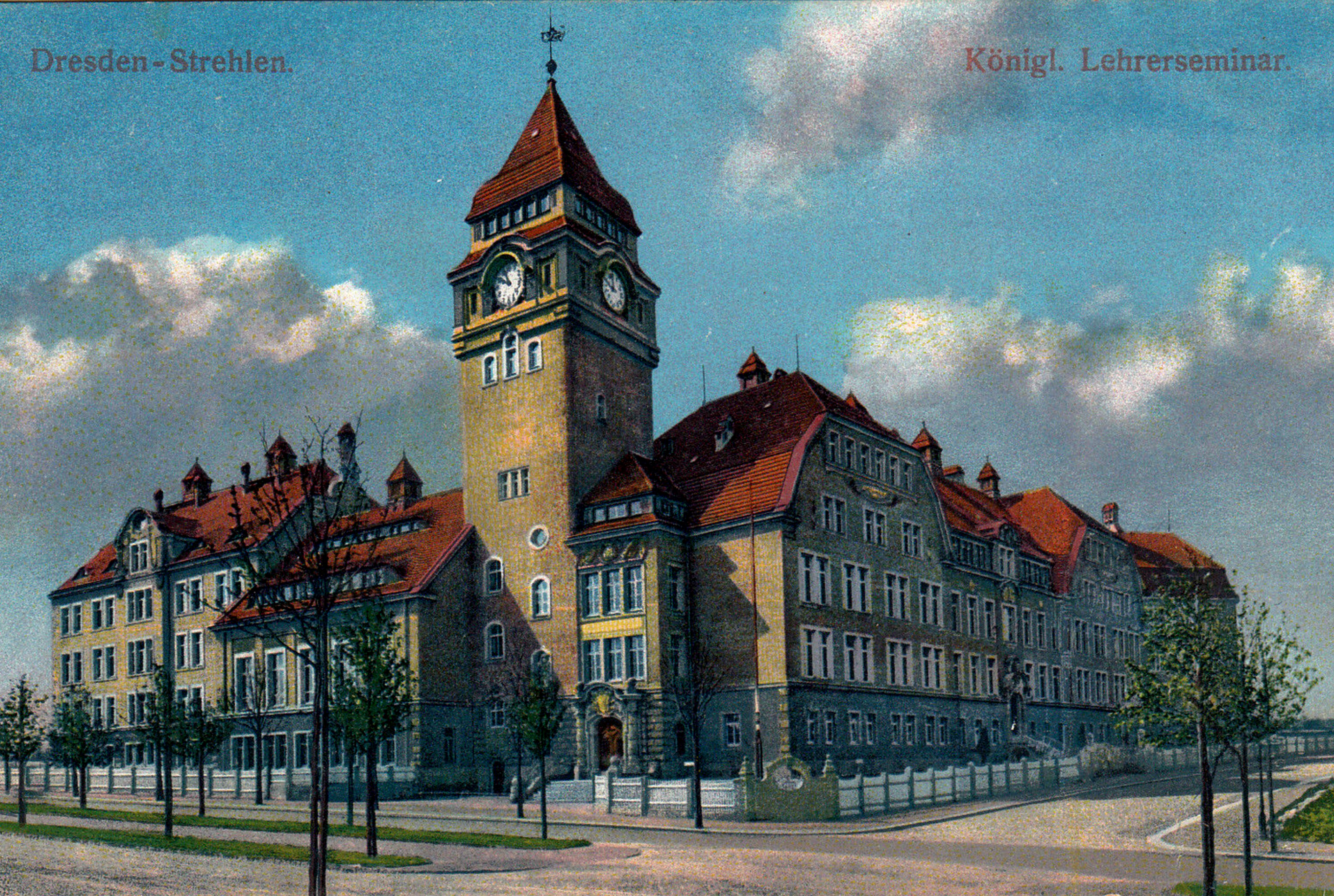
Budova Učitelského semináře na náměstí Weberplatz v roce 1910

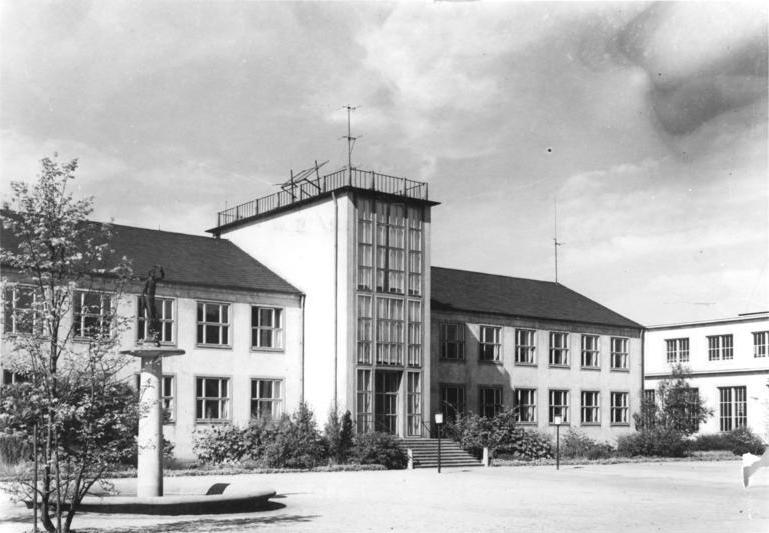
Institut pro slaboproudou techniku v roce 1959

V roce 1871, kdy bylo založeno Německé císařství, byla škola přejmenována na Královskou saskou polytechniku. V této době byla výuka rozšířena o netechnické předměty, jako je ekonomie, právo, filosofie, historie a jazyky. V roce 1875 se instituce přestěhovala do své hlavní budovy na náměstí Bismarckplatz. Roku 1883 byly v souladu s dalšími technickými vysokými školami v německojazyčné oblasti zavedeny diplomové práce a obhajoby. Status technické vysoké školy získal institut vyhláškou ze 3. února 1890 a nyní se nazýval Královská saská technická vysoká škola. Po přechodu na volební rektorát měla škola od roku 1900 právo udělovat doktoráty včetně doktorátů čestných. Jeden z nich obdržel Friedrich Siemens. V letech 1900–1905 byl podle plánů Karla Weißbacha a Martina Dülfera vystavěn dnešní kampus, v němž zvláště vyniká hlavní budova školy a budova inženýrského stavitelství. Profesor fyziologie Arthur Schloßmann založil roku 1902 dětskou kliniku v drážďanském Johannstadtu, z níž se stala dnešní Univerzitní klinika Carla Gustava Cara. Richard Mollier, po němž je nazván Mollierův diagram, prováděl výzkum v oblasti technické termodynamiky. Fritz Bleyl a Ernst Ludwig Kirchner, zakládající členové skupiny expresionistických umělců Die Brücke, studovali na pozdější TUD architekturu. První světová válka téměř zastavila výzkum i výuku. Mnozí studenti a zaměstnanci školy byli raněni nebo padli.
V době nacionálního socialismu bylo mnoha známým vědcům z Technické vysoké školy zakázáno pracovat a byli vystaveni represáliím. Victor Klemperer, Gustav Kafka, Richard Seyfert, Hans Gehrig a další zůstali v Německu a pokračovali v práci na svých vědeckých tématech tajně a soukromě. Jiní, jako matematik Richard von Mises, teolog Paul Tillich, fyzik Harry Dember nebo inženýr Heinrich Luftschitz, museli emigrovat do zahraničí. Židovští, sociálně demokratičtí a komunističtí studenti již nebyli přijímáni. Už před rokem 1933 působili na škole otevřeně nacionálně socialističtí vědci, například pedagog Alfred Baeumler, jenž položil základy nacionálně socialistického vzdělávání, nebo Otto Oesterhelt (původně Israel), který si v roce 1933 změnil příjmení a později se stal aktivním ředitelem NS-Dozentenhilfe. Velká část areálu byla zničena při náletech na Drážďany, mnozí zaměstnanci a studenti přišli o život nebo byli zraněni.
V poválečném období proběhla v letech 1945/46 pod dohledem sovětské vojenské správy rekonstrukce univerzity. Strukturální reorganizace začala v roce 1946 zřízením tří fakult pro vzdělávání, komunální hospodářství a lesnictví pod vedením rektora a strojního inženýra Enna Heidebroeka. V letech 1949–1961 existovala na škole Dělnická a rolnická fakulta, která školila budoucí maturanty, a sloužila tak k přípravě dělnických a rolnických kádrů na akademická studia. Od roku 1951 zde fungoval obligátní studijní program „Základy marxismu-leninismu“, později Ústav marxismu-leninismu, od roku 1969 pak Sekce pro marxismus-leninismus, která existovala do roku 1990. V roce 1950 byla založena Fakulta dopravních věd, která byla o čtyřicet let později začleněna do TUD. Do roku 1961 byly v provozu fakulty letectví a jaderného inženýrství. Fakulty strojní a elektrotechnická, které navazují na zakladatelské dílo Heinricha Barkhausena, přispěly k pověsti Drážďan jakožto centra mikroelektroniky.

### Technická univerzita (od roku 1961)
V říjnu 1961 byl rozhodnutím vlády NDR zaveden současný název Technická univerzita v Drážďanech (latinsky: Universitas litterarum et technicarum Dresdensis). V té době existovalo již osm fakult s více než 10 000 studenty. Z architektonického projektu TUD z roku 1963 pochází Typ Dresden Atrium, což je jeden z nejčastěji realizovaných typů školní budovy v NDR. Jen v bývalém „Vládním kraji Drážďany“ jich bylo do roku 1981 postaveno přibližně 180. V rámci třetí vysokoškolské reformy v NDR byla v roce 1968 zrušena historická struktura fakult a nahrazena 22 nově založenými sekcemi s vlastními ústavy. Za provádění těchto změn byla zodpovědná jaderná fyzička a vůbec první rektorka na německé univerzitě Lieselott Herforth. V roce 1986 došlo k sloučení TUD a Vysoké školy inženýrské v Drážďanech, jehož výsledkem byla Sekce 8, z níž se později utvořila Fakulta informatiky.
Prvním v roce 1990 svobodně zvoleným rektorem TUD byl fyzik Günther Landgraf, jenž hrál rozhodující roli v dalším vývoji univerzity. Prostřednictvím zakládání nových ústavů, kateder a fakult dosáhla TUD roku 1992 statutu tzv. úplné univerzity se 14 fakultami. Správa školy byla modernizována, o což se zasloužil kancléř Alfred Post. Od poloviny 90. let probíhaly přestavby a rekonstrukce ústavů a poslucháren. Kampus byl rozšířen o nové budovy pro Fakultu výpočetní techniky a ústavy chemie a biologie. V roce 2002 se saská vláda rozhodla provést další strukturální reformy na státních univerzitách, následkem kterých došlo ke zmenšení humanitních fakult (zejména právnické), což se setkalo s protesty studentů i zaměstnanců. Roku 2003 proběhly oslavy 175. výročí doprovázené otevření Saské zemské a univerzitní knihovny. Zároveň byla založena privátní Dresden International University (DIU), sesterská univerzita TUD. V rámci „Spolkové a zemské iniciativy na podpory vědy a výzkumu na německých univerzitách“ získala TUD finanční prostředky na svůj rozvojový koncept „Synergetická univerzita“, což z ní v Německu učinilo jednu z jedenácti takzvaných elitních či excelentních univerzit. V současnosti je většina fakult rozdělena na jednotlivé ústavy. Jinou strukturu potom mají fakulty ekonomických a environmentálních věd. Od května 2012 jsou všechny fakulty rozčleněny do pěti oblastí (matematika a přírodní vědy; humanitní a společenské vědy; stavebnictví a životní prostředí; inženýrské vědy; medicína). K TUD dále patří 13 přidružených ústavů a 16 centrálních vědeckých institucí.

## Pracoviště

### VDrážďanech

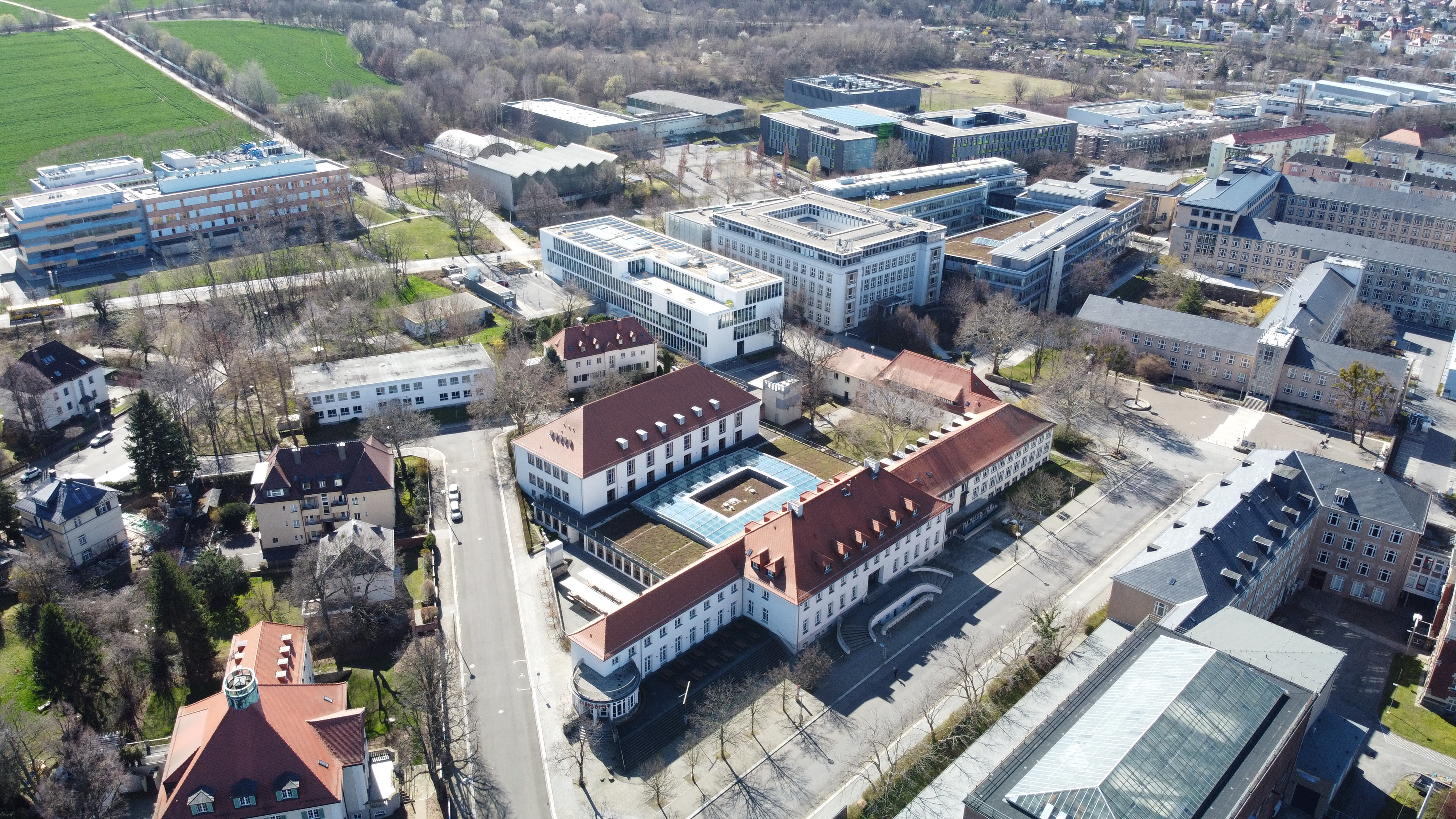
Pohled na kampus TUD

TUD je do značné míry univerzitou kampusového typu. Její hlavní kampus se nachází jižně od centra Drážďan v městských částech Südvorsstadt a Räcknitz mezi náměstím Fritz-Foerster-Platz a ulicí Nöthnitzer Straße v severojižním směru a mezi Münchner Platz a Zellescher Weg ve směru západovýchodním. Areál je přístupný veřejnosti, někdejší vrátnice byly zrušeny.
Další velké středisko TUD je ve čtvrti Strehlen v ulici Teplitzer Straße, kde sídlil učitelský seminář, jenž byl připojen v roce 1923. V bývalém sídle Vojenské akademie Friedricha Engelse nyní sídlí zvláště filozofická fakulta, jakož i pedagogická, jazykovědná, literární a kulturní studia. Lékařská fakulta se nachází v ulici Fetscherstraße v Johannstadtu. Fakulta informatiky využívá od roku 2006 novou budovu v Nöthnitzer Straße poblíž hlavního kampusu. V Johannstadtu sídlí rovněž Drážďanská akademie kooperativního vzdělávání, Evangelická vysoká škola pro sociální služby a několik ústavů Strojní fakulty TUD.

### Mimo Drážďany

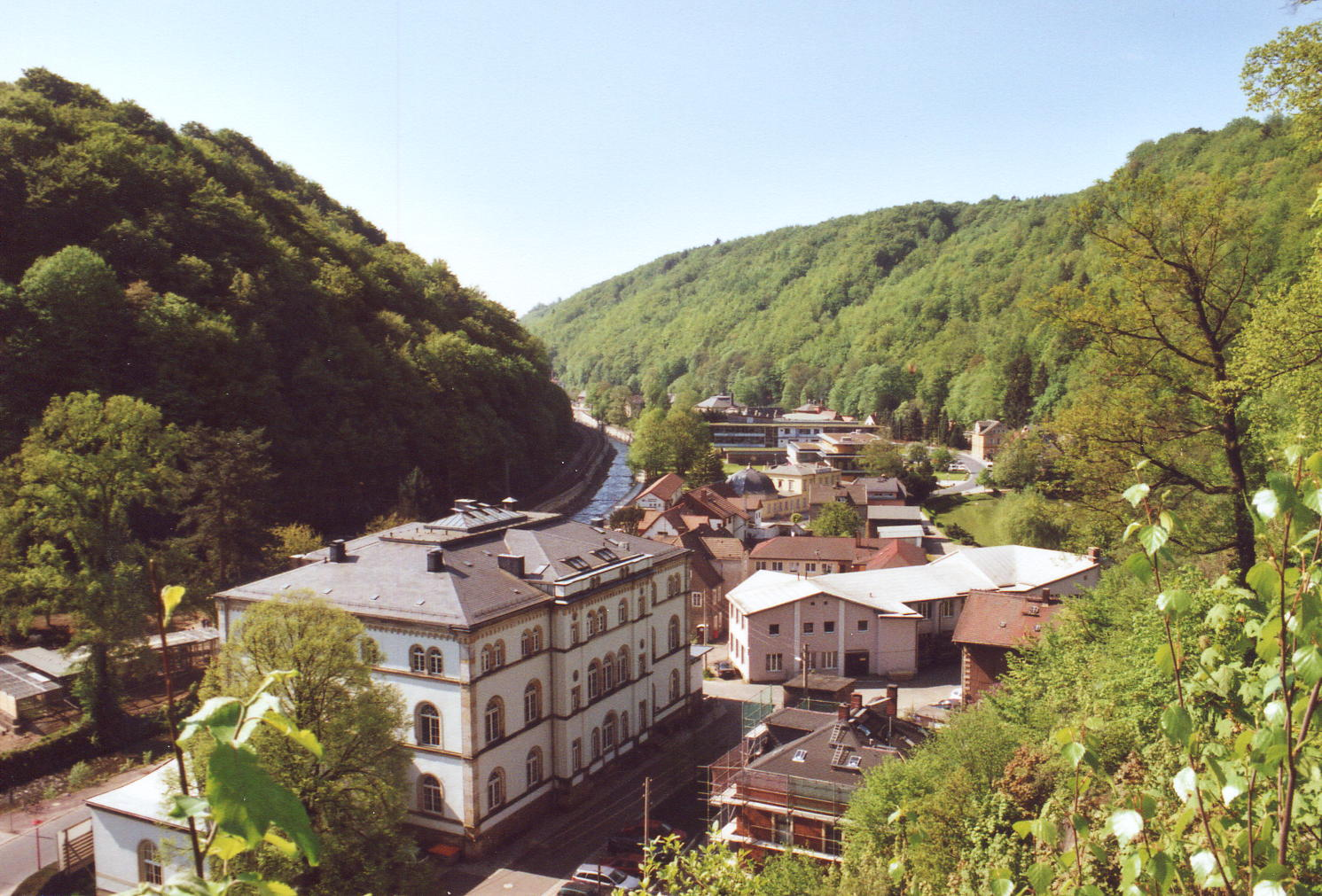
Budova TUD v Tharandtu

- Tribenberg (do roku 2017) – Na 383 m vysokém Triebenbergu se nacházela observatoř, která byla zrušena kvůli světelnému znečištění.
- Tharandt – V Tharandtu, jihozápadně od Drážďan, jsou budovy katedry lesnických věd a lesní botanická zahrada založená v roce 1811.
- Pirna a Neuzehnhain – V Pirně-Copitz a v „Ekologické stanici Neunzehnhain“ sídlí Ústav pro odpadové hospodářství při katedře hydrologie.
- Merkers (Durynsko) – V solném dole v Merkers u obce Krayenberg se nachází pobočka Ústavu pro aerodynamiku. Součástí dolu jsou různé vysokorychlostní aerodynamické tunely využívající tlakových rozdílů mezi jednotlivými solnými komorami.
- Žitava – V Žitavě sídlí Mezinárodní vysokoškolský institut zaměřený na biodiverzitu.
- Hoyerswerda (v plánu) – V Hoyerswerdě se plánuje zřízení „Satelitního kampusu TUD“ se 3000 studenty.[16]

## Struktura

### Orgány a grémia
TUD má rektorské kolegium, které se skládá z rektora, tří prorektorů a dvou generálních ředitelů. Úřadující rektorkou je od 18. srpna 2020 psycholožka Ursula M. Staudinger, prorektory jsou Angela Rösen-Wolff (výzkum), Gerald Gerlach (vzdělávání) a Roswitha Böhm (univerzitní kultura), generálními řediteli jsou Ronald Tetzlaff (transfer technologií a internacionalizace) a Lars Bernard (digitalizace a správa informací). Kancléřem je Andreas Handschuh, jenž byl jmenován saským ministerstvem pro vědu a umění v roce 2016. Poradním a kontrolním orgánem je vysokoškolská rada, jež se podílí na vytváření strategií a na strukturálním a rozvojovém plánování. Předsedkyní rady je od roku 2023 Jörg Thiele. V souladu s novelou zákona o saských univerzitách nahradila vysokoškolská rada původní univerzitní sněm.

### Oblasti a fakulty

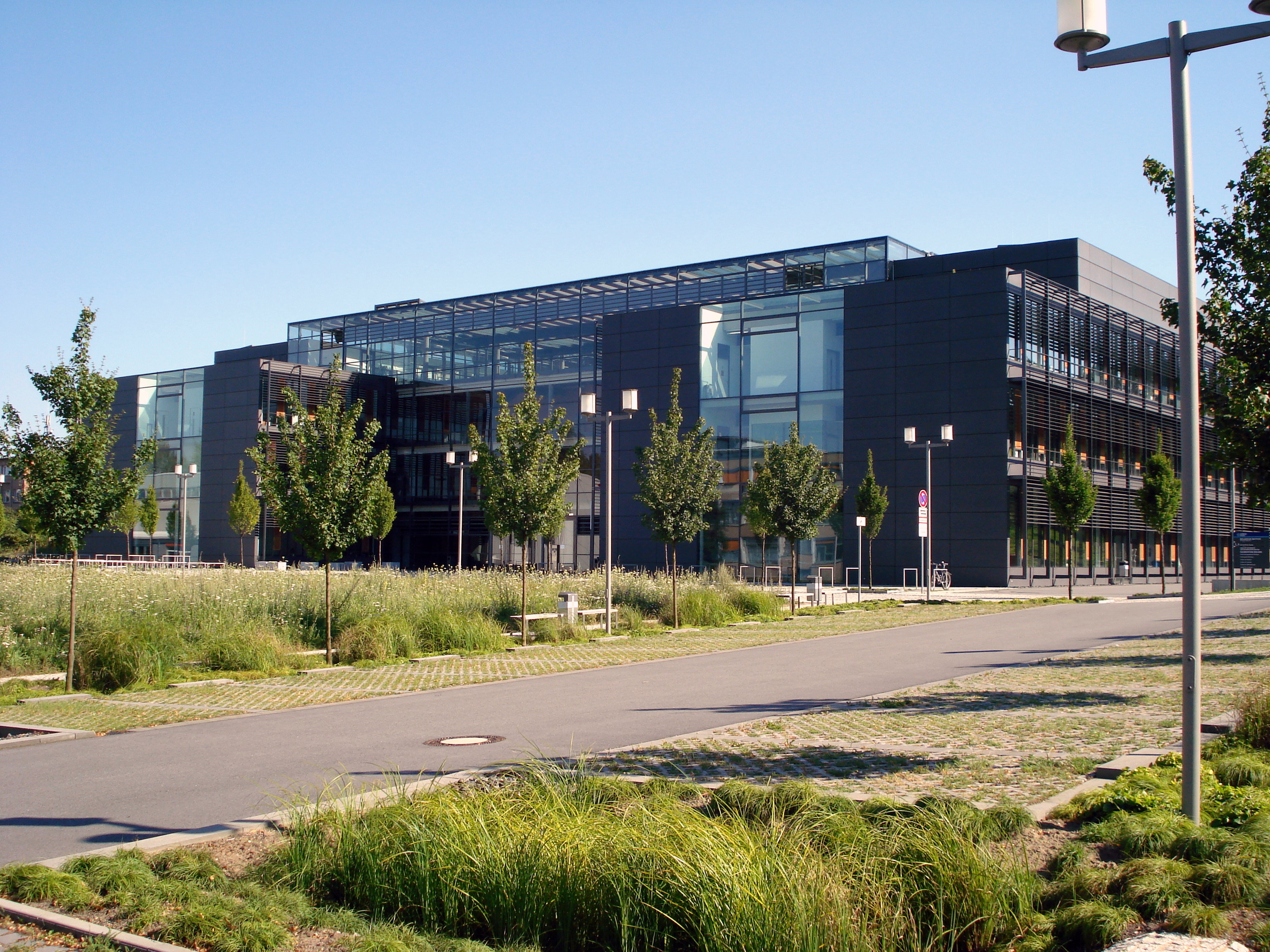
Budova Fakulty biologie

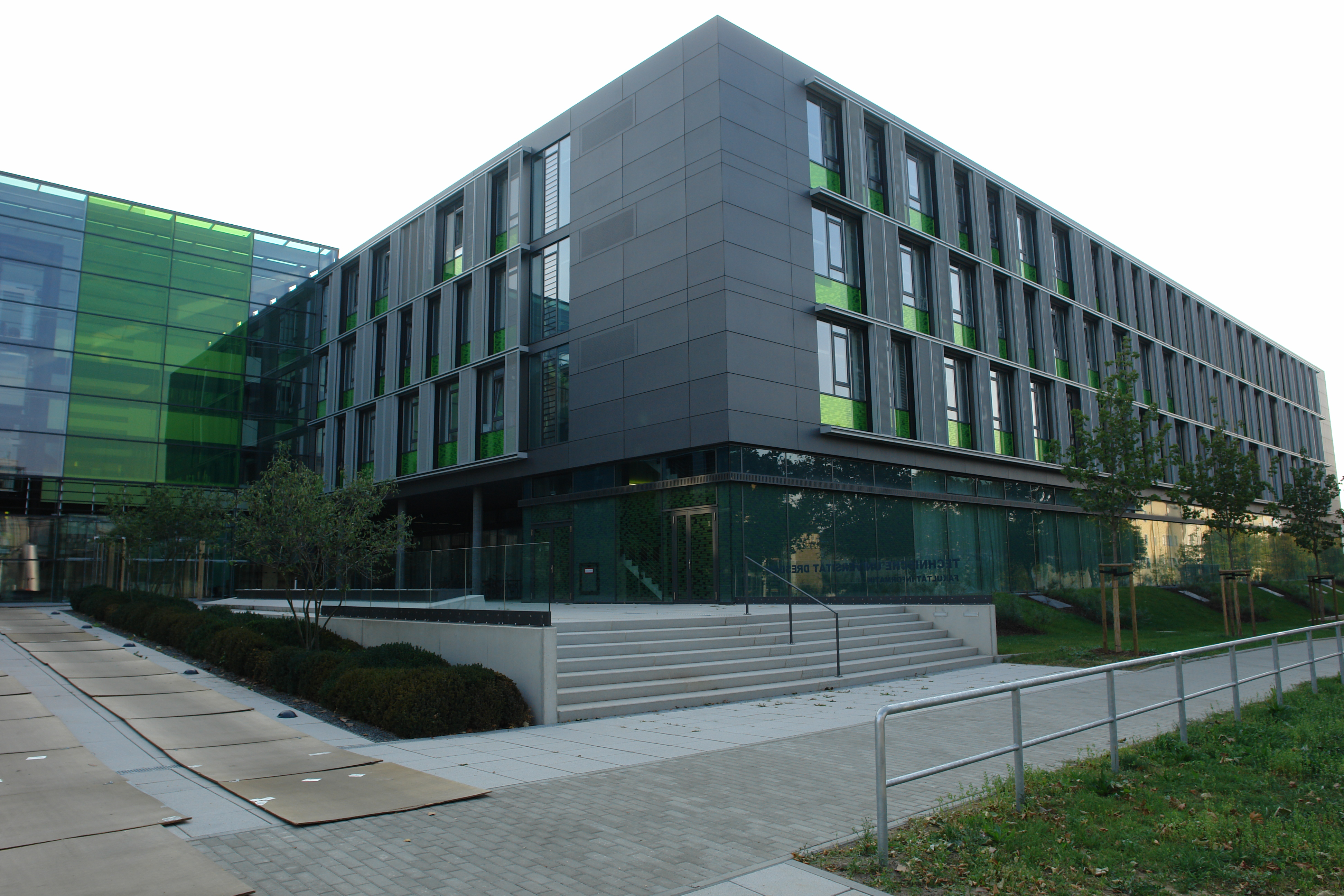
Fakulta informatiky v Nöthnitzer Straße

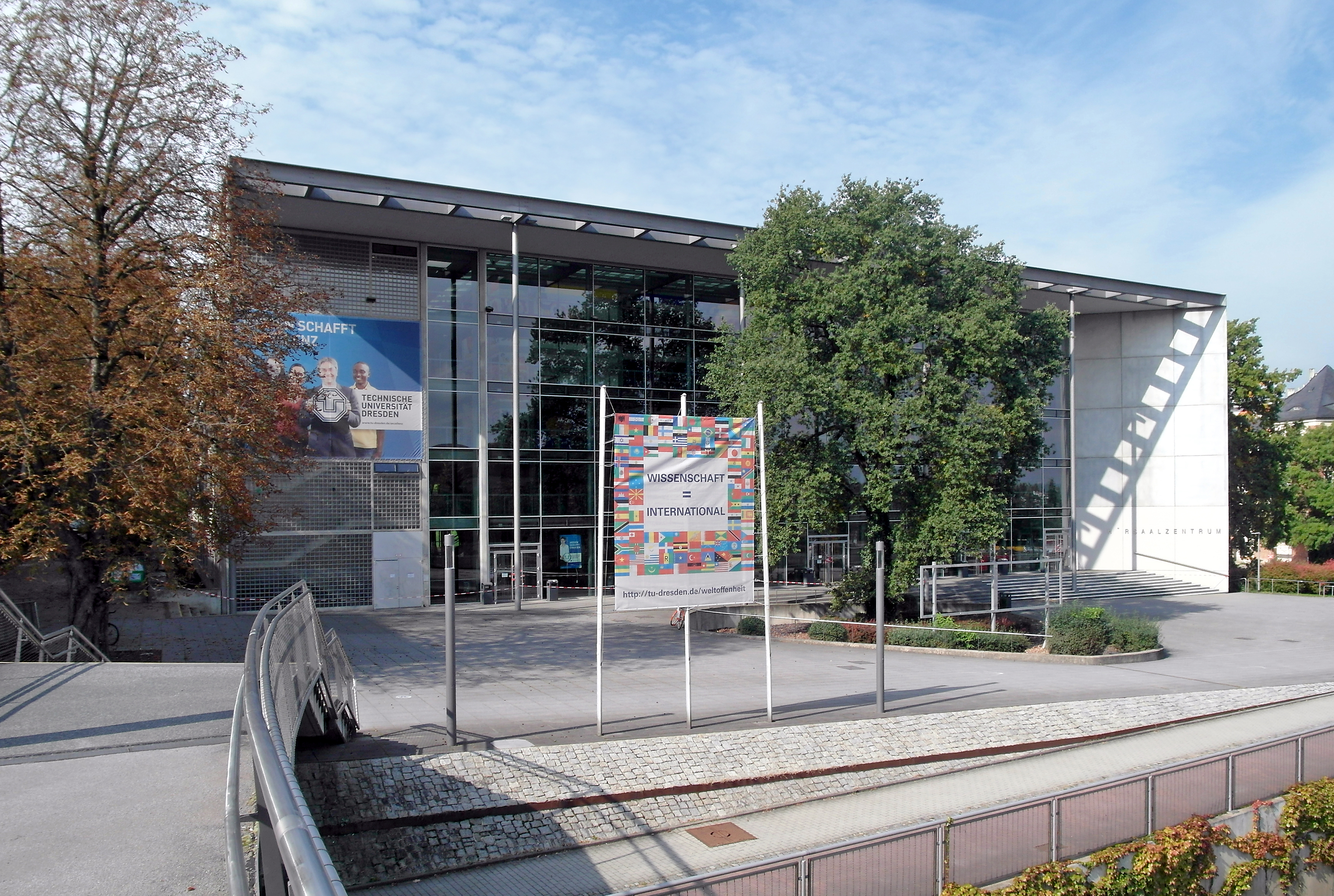
Posluchačský sál v Bergstraße otevřený v roce 1998

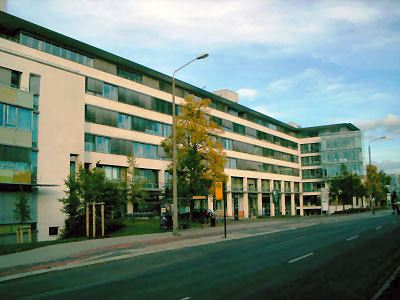
Fakulta architektury v ulici Zellescher Weg

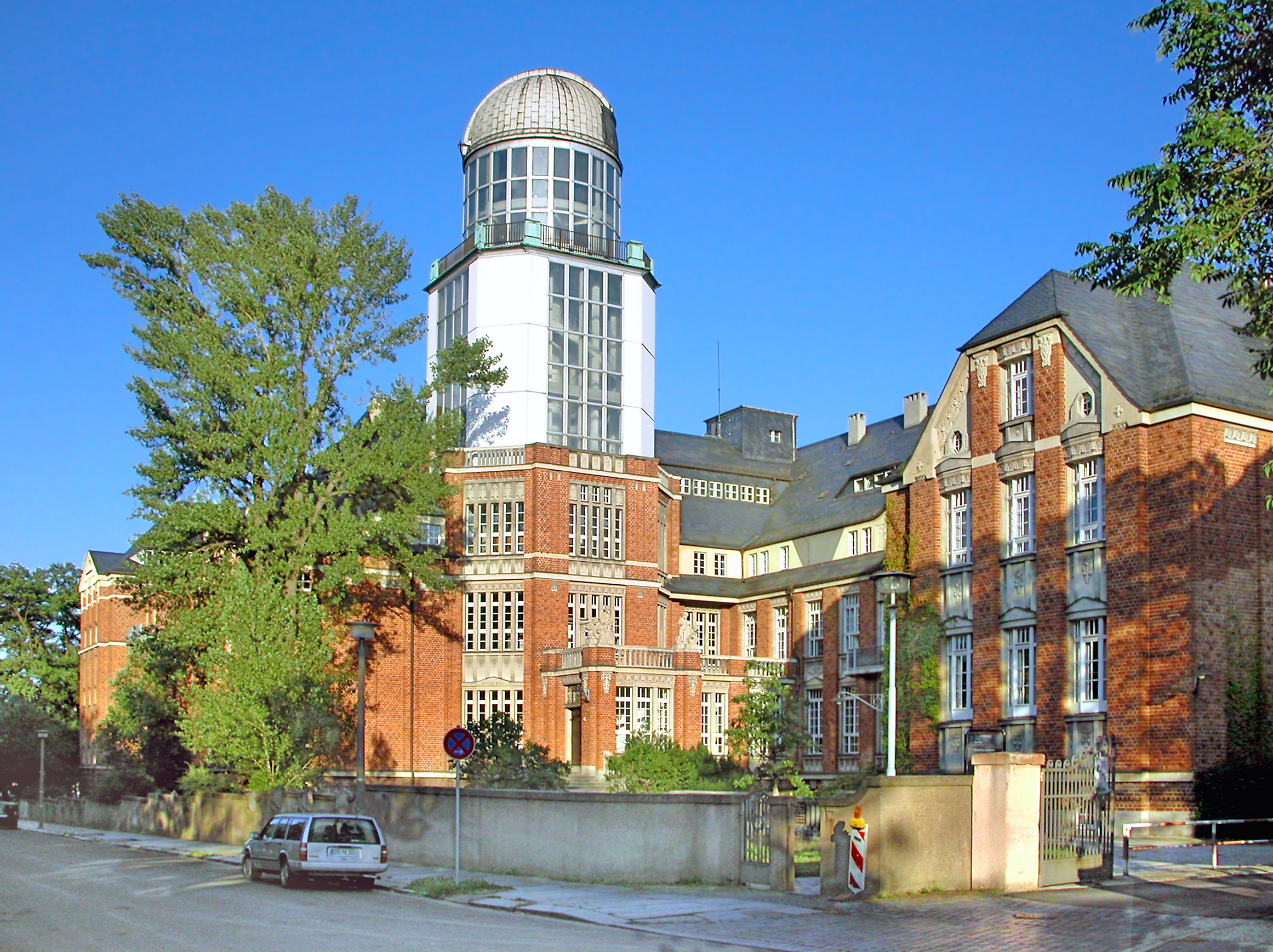
Beyerova budova s charakteristickou Lohrmannovou observatoří

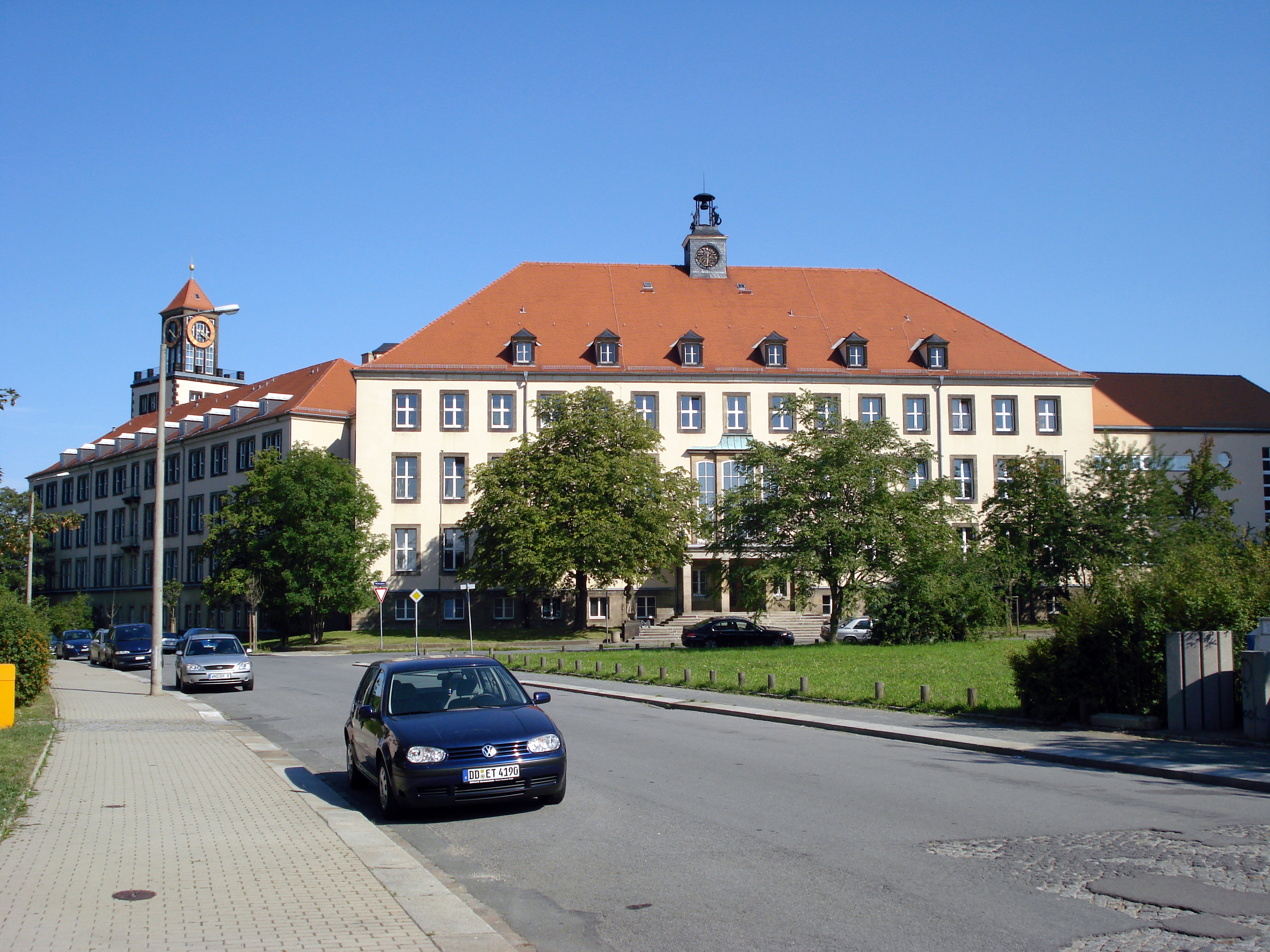
Fakulta pedagogiky na náměstí Weberplatz

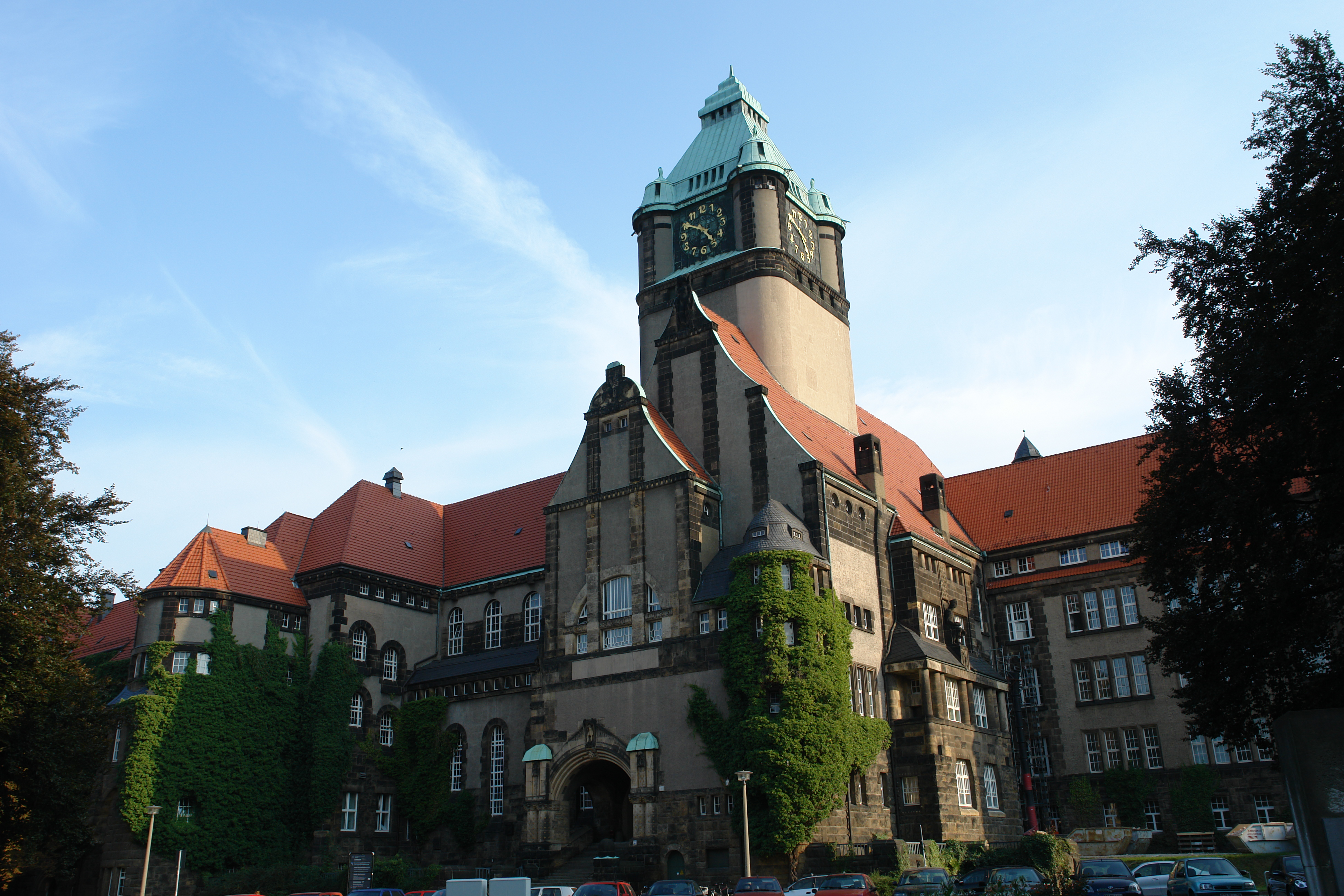
Budova Georga Schumanna je sídlem Fakulty ekonomie

- Oblast „Matematika a přírodní vědy“ 
  - Fakulta biologie
  - Fakulta chemie a potravinářství
  - Fakulta matematiky
  - Fakulta fyziky
  - Fakulta psychologie
- Oblast „Inženýrské vědy“ 
  - Fakulta elektrotechniky a informační techniky
  - Fakulta informatiky
  - Fakulta strojírenství
- Oblast „Stavebnictví a životní prostředí“ 
  - Fakulta architektury
  - Stavební fakulta
  - Fakulta environmentálních věd
  - Dopravní fakulta Friedricha Lista
  - Ekonomická fakulta
- Oblast „Humanitní a společenské vědy“ 
  - Pedagogická fakulta
  - Filozofická fakulta
  - Fakulta jazyků, literatury a kultury
- Oblast „Medicína“ 
  - Fakulta medicíny Carla Gustava Cara

### Centrální vědecké instituce
- Centre for Tactile Internet with Human-in-the-Loop (CeTI)
- Center for Advancing Electronics Dresden

Center for Molecular and Cellular Bioengineering (CMCB):
- - B CUBE – Center for Molecular Bioengineering
  - Biotechnologické centrum (BIOTEC)
  - Centrum regenerativní terapie v Drážďanech
- DRESDEN-concept Project Center:
  - Center for Transport and Devices of Emergent Materials (CTD)
  - Dresden Center for Computational Material Science (DCMS)
  - Dresden Integrated Center for Applied Physics and Photonic Materials (DC-IAPP)
  - Výzkumné středisko pro srovnávací dějiny církevních řádů (FOVOG)
- Botanická zahrada
- Dresden International Graduate School for Biomedicine and Bioengineering (DIGS-BB)
- Postgraduální akademie
- Mezinárodní vysokoškolský institut Žitava (IHI)
- Lehmannovo centrum
- Mediální centrum (MZ)
- Centrum informatiky a vysoce výkonné výpočetní techniky (ZIH)
- Centrum pro mezinárodní studia

Další zařízení TUD jsou:
- Centrum pro výuku učitelů, školní a odborné vzdělávání (ZLSB) – Centrální interdisciplinární zařízení
- Umělecká sbírka – centrální provozní jednotka
- Univerzitní archiv (UA) – centrální provozní jednotka
- Univerzitní sportovní centrum – centrální provozní jednotka

### Přidružené ústavy
- Přidružený ústav „Life Science Inkubator Sachsen“ (LSI Sachsen)
- Dendroinstitut v Tharandtu při TUD (DIT)
- Dresden International University (DIU)
- Evropský institut pro postgraduální vzdělávání (EIPOS)
- Institut Hannah Arendtové pro výzkum totalitarismu (HAIT)
- Institut pro dopingovou analýzu a sportovní chemii při TUD (IDAS)
- Institut pro technologie dřeva (IHD)
- Institut pro výrobu hudebních nástrojů (IfM)
- Výzkum strukturní a materiálové mechaniky v Drážďanech při TUD (SWM)
- Technische Universität Dresden Institute of Advanced Studies (TUDIAS)
- Barkhausenův institut (BI)

## Výzkum
- Mikroelektronika a nanoelektronika – TUD je součástí průmyslového sdružení „Silicon Saxony“. Společně s Fraunhoferovým centrem pro nanoelektronické technologie vyvíjí pokročilou nanoelektroniku. V roce 2006 založila TUD a bývalý výrobce polovodičů Qimonda laboratoř „NaMLab gGmbH“ (Nanoelectronics Materials Lab) pro vývoj nanoelektronických komponent.
- Magnetismus a materiály – V oblasti magnetismu provádí TUD výzkum řízení elektromagnetického toku v metalurgii, růstu krystalů a v elektrochemii (SFB 609).[19] Další projekty jsou věnovány sloučeninám vzácných kovů (SFB 463) a reaktivním polymerům v nehomogenních systémech (SFB 287).
- Biotechnologie a lékařská technika – V projektech zabývajících se molekulárním inženýrstvím spolupracuje TUD s Institutem Maxe Plancka pro molekulární biologii a genetiku. Centrum regenerativní terapie rozvíjí nové terapeutické postupy na nemoci, jako je cukrovka nebo Alzheimerova choroba. Dalšími zkoumanými oblastmi je radiační léčba a diagnostika nebo např. pozitronová emisní tomografie.
- Lehké konstrukce – V roce 2013 bylo na TUD založeno Výzkumné centrum lehkých konstrukcí pro elektromobilitu, které vyvíjí snadno recyklovatelné lehké konstrukce z hybridních plastů vyztužených vlákny.[20]
- Humanitní a společenské vědy – V oblasti humanitních věd TUD řeší projekty „Invektivita – konstelace a dynamika degradace“ (SFB 1285). Předtím např. „Transcendence a zdravý rozum“ (SFB 804) a „Institucionalita a dějinnost“ (SFB 537).

## Studium

### Boloňský proces a diplomové studium

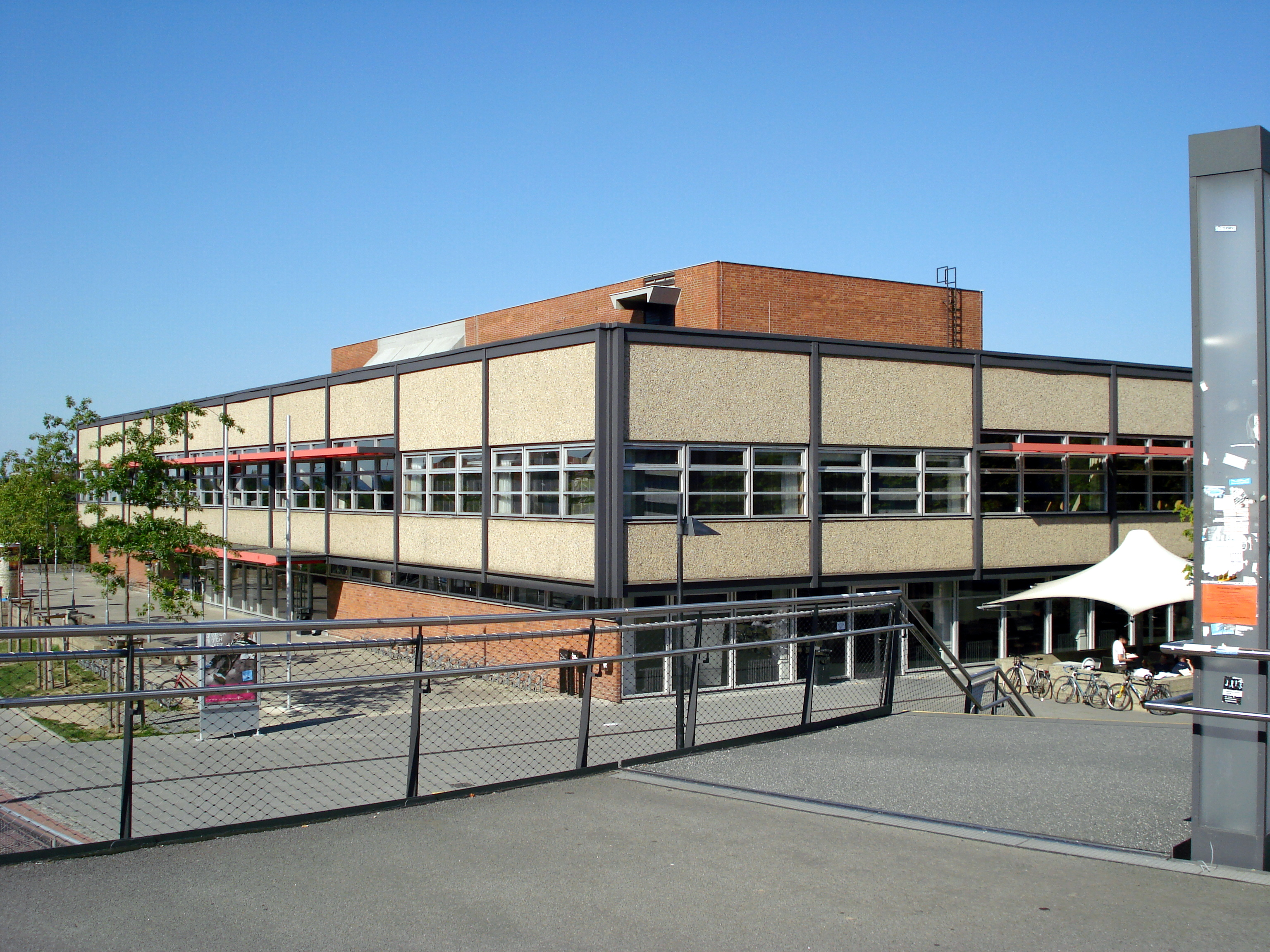
Nová menza v Bergstraße

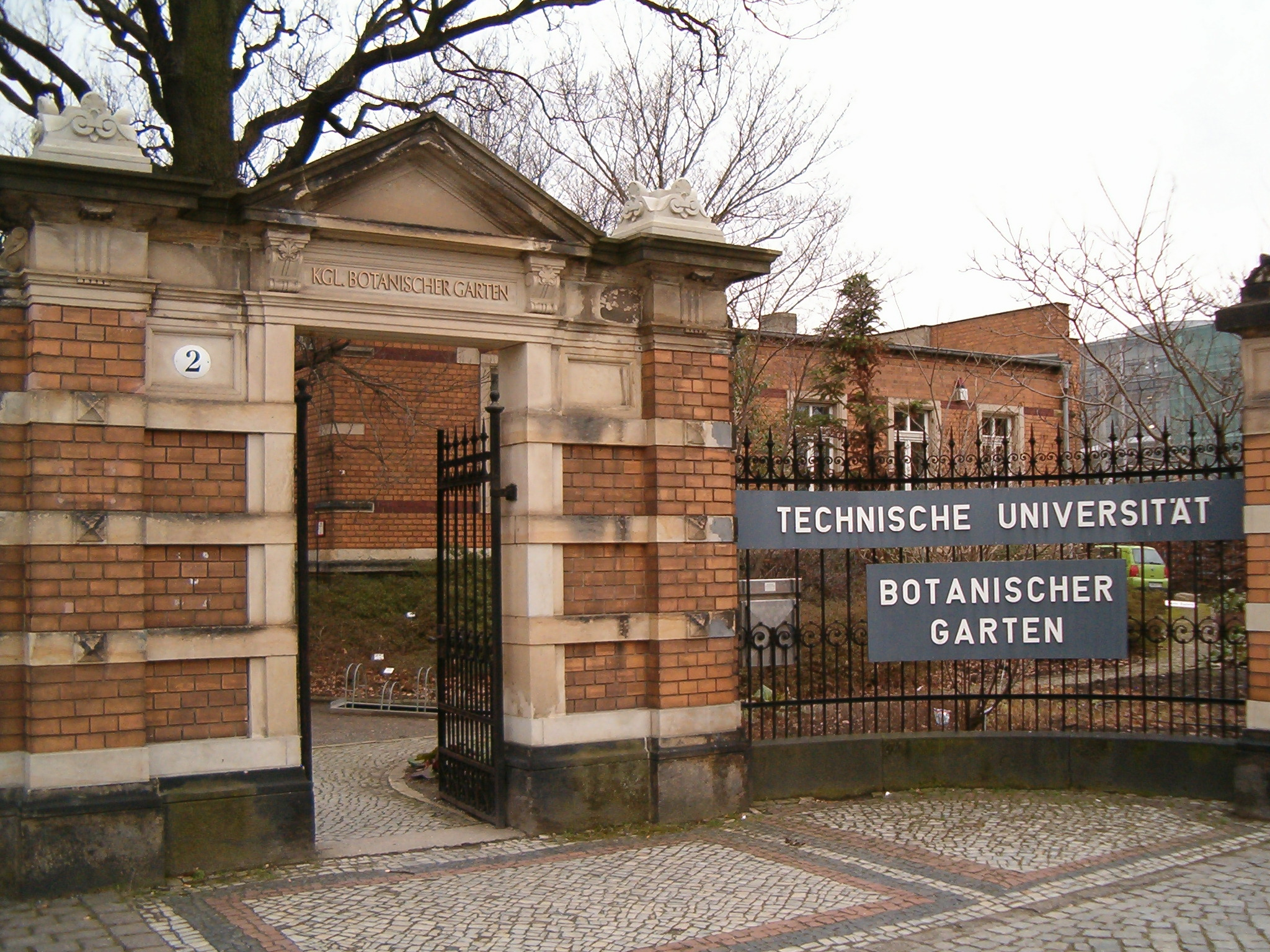
Vstup do Botanické zahrady v blízkosti náměstí Straßburger Platz

V souvislosti s Boloňským procesem byla řada kurzů na TUD převedena na navazující bakalářské a magisterské studium. V některých případech jsou však nabízeny magisterské programy, aniž by na univerzitě bylo možné získat základní bakalářský titul, nebo jsou naopak bakalářské kurzy, na nichž nelze v rámci TUD pokračovat v magisterském studiu. Protože saské ministerstvo uznalo, že boloňský proces nemusí nutně specifikovat povahu diplomového kurzu (Dipl.-Ing.) tak, jak je v Německu chápán, zůstaly na TUD některé technické i společenskovědní programy, u nichž nebyl přechod na bakalářské a magisterské studium dokončen. Diplomové studium zůstalo zachováno např. u oborů architektura, stavebnictví, elektrotechnika, technologie informačních systémů, potravinářská chemie, strojírenství (včetně bakalářského studia), mechatronika, psychologie a sociologie.

### Studentský život
Z dob NDR zůstalo v Drážďanech zachováno velké množství studentských klubů, což je jistou zvláštností drážďanského studentského života. Se 13 kluby provozovanými studenty na bázi dobrovolnosti jsou Drážďany známé jako „hlavní město studentských klubů.“ Většinou se nacházejí v jedné z 33 studentských kolejí. Tyto koleje jsou rozmístěny po celé oblasti města. Od října 2009 je v nich nabízen projekt WOMIKO („Wohnen mit Kommilitonen“), v jehož rámci mohou studenti jedné fakulty bydlet na vlastní žádost společně se svými spolužáky.

### Kulturní skupiny
Z mnoha studentských kulturních skupin lze jmenovat především divadelní skupinu die bühne, kterou tvoří malý soubor amatérských herců a profesionálních režisérů a která získala četná ocenění, např. Saskou amatérskou divadelní cenu za nejlepší představení. Dalším souborem je folklorní uskupení „Thea Maass“, které se věnuje oživení tanečních stylů a kulturních zvyků z různých oblastí Německa. Při TUD dále existuje „Univerzitní sbor“ s ca. 200 zpěváky a „Univerzitní orchestr“ s asi 70 studentskými i nestudentskými členy.

## TUDAG
TU Dresden Aktiengesellschaft je zastřešující akciovou společností, která se svými dceřinými společnosti působí při TUD a zabývá se přenosem znalostí a technologií z univerzity do soukromé sféry. Model TUDAG je vnímán jako příklad toho, jak může veřejná vysoká škola zajistit ziskovost tohoto přenosu u svých obchodních a průmyslových partnerů. Jediným akcionářem TUDAGu je sdružení „Společnost přátel a příznivců TUD“ (Gesellschaft von Freunden und Förderern der TU Dresden e.V. ; zkráceně GFF). Veškeré finanční přebytky holdingu TUDAG plynou zpět na univerzitu jako finanční podpora pro výuku a výzkum. Zároveň je prostřednictvím třetích stran financováno výzkumné vybavení TUD.